# Nǎi Nai & Wài Pó
Nǎi Nai & Wài Pó is een Amerikaanse korte documentaire uit 2023, geregisseerd door Sean Wang. De film volgt de twee grootmoeders van de filmmaker die samenleven.

## Release en ontvangst
De film ging op 12 maart 2023 in première op het South by Southwest-filmfestival, waar hij de juryprijs voor beste korte documentaire won. Op 10 november werd het bekendgemaakt dat de filmrechten opgekocht waren door The Walt Disney Company om vertoond te worden als onderdeel van de Peoples and Places-documentairereeks op Disney+.  In 2024 ontving hij een Oscarnominatie voor Beste korte documentaire.

## Prijzen en nominaties
De belangrijkste:
| Jaar | Prijs          | Categorie                | Genomineerde(n)          | Uitslag     |
| ---- | -------------- | ------------------------ | ------------------------ | ----------- |
| 2024 | Academy Awards | Beste korte documentaire | Beste korte documentaire | Genomineerd |